# The Newton Brothers
The Newton Brothers is een Amerikaans filmcomponistenduo bestaande uit Andy Grush en Taylor Newton Stewart. Naast het componeren van de filmmuziek zijn ze ook muziekproducenten, dirigenten en multi-instrumentalisten. The Newton Brothers hebben sinds de film Oculus (2013), een onafgebroken samenwerking met regisseur Mike Flanagan.

## Biografie
Op jonge leeftijd werden zowel Grush als Stewart geïnspireerd om muziek en beelden te combineren en een carrière in de filmcompositie te zoeken. Beiden spelen piano, gitaar, bas, cello, klarinet, accordeon, saxofoon en percussie. Samen gingen ze op stage bij Hans Zimmer en componeerde ze samen met Danny Elfman de muziek voor de film Before I Wake (2016).
In 2015 ontving The Newton Brothers een Fangoria Chainsaw Award-nominatie voor Oculus.

## Filmografie
| Jaar | Titel                                           | Opmerkingen         |
| ---- | ----------------------------------------------- | ------------------- |
| 2007 | Quench                                          |                     |
| 2007 | Wasting Away                                    |                     |
| 2008 | Shades of Ray                                   |                     |
| 2009 | Adopted                                         |                     |
| 2010 | High School                                     |                     |
| 2010 | Revolución                                      |                     |
| 2010 | Magic Man                                       |                     |
| 2010 | Walking with the Promise                        |                     |
| 2011 | Detachment                                      |                     |
| 2011 | Scalene                                         |                     |
| 2011 | Setup                                           |                     |
| 2012 | Hijacked                                        |                     |
| 2012 | Dungeons & Dragons 3: The Book of Vile Darkness |                     |
| 2013 | Diving Normal                                   |                     |
| 2013 | HairBrained                                     |                     |
| 2013 | Pawn Shop Chronicles                            |                     |
| 2013 | Oculus                                          |                     |
| 2013 | Proxy                                           |                     |
| 2013 | Life of Crime                                   |                     |
| 2014 | The Road Within                                 |                     |
| 2014 | The Prince                                      |                     |
| 2014 | Catch Hell                                      |                     |
| 2014 | See No Evil 2                                   |                     |
| 2015 | Careful What You Wish For                       |                     |
| 2015 | Chloe & Theo                                    |                     |
| 2015 | Vendetta                                        |                     |
| 2015 | The Runner                                      |                     |
| 2016 | Hush                                            |                     |
| 2016 | Before I Wake                                   | met Danny Elfman    |
| 2016 | Urge                                            |                     |
| 2016 | Amateur Night                                   |                     |
| 2016 | Pacific Standard Time                           |                     |
| 2016 | Ouija: Origin of Evil                           |                     |
| 2017 | The Bye Bye Man                                 |                     |
| 2017 | Open Water 3: Cage Dive                         |                     |
| 2017 | Gerald's Game                                   |                     |
| 2018 | Family Blood                                    |                     |
| 2018 | Escape Plan 2: Hades                            |                     |
| 2018 | Extinction                                      |                     |
| 2019 | Mary                                            |                     |
| 2019 | Doctor Sleep                                    |                     |
| 2019 | Line of Duty                                    |                     |
| 2020 | The Grudge                                      |                     |
| 2023 | Five Nights At Freddy's                         | met Josh Hutcherson |
| 2024 | The Life of Chuck                               | [ 1 ]               |
| 2025 | Fear Street: Prom Queen                         | [ 2 ]               |

## Overige producties

### Televisieseries
| Jaar | Titel                                   | Opmerkingen          |
| ---- | --------------------------------------- | -------------------- |
| 2007 | Connected                               |                      |
| 2014 | Courtside                               |                      |
| 2015 | Chasing Life                            | met Stephen Endelman |
| 2017 | Dirk Gently's Holistic Detective Agency |                      |
| 2018 | Falling Water                           |                      |
| 2018 | The Haunting of Hill House              |                      |
| 2020 | The Haunting of Bly Manor               |                      |
| 2021 | Midnight Mass                           |                      |
| 2025 | Daredevil: Born Again                   |                      |

### Documentaires
| Jaar | Titel     | Opmerkingen |
| ---- | --------- | ----------- |
| 2009 | Dear Jack |             |
| 2013 | Linsanity |             |